# Солдати свободи
«Солдати свободи» (рос. «Солдаты свободы») — радянська художня кіноепопея з чотирьох повнометражних фільмів про Другу світову війну, знята спільно декількома країнами, режисера  Юрія Озерова. Події кіноепопеї відбуваються між 3-м і 4-м фільмами кіноепопеї «Звільнення».

## Сюжет
Дія кіноепопеї відбувається в другій половині Німецько-радянської війни. У центрі сюжету — звільнення країн Європи від німецької окупації й антифашистська діяльність комуністичних партій цих країн. Головні герої — керівництво СРСР, радянські воєначальники та діячі європейських компартій, причому не тільки ті, хто керував ними в той період (Клемент Ґотвальд, Георгій Димитров, Вільгельм Пік), але й майбутні лідери держав радянського блоку, що перебували при владі під час зйомок фільму (Тодор Живков, Густав Гусак, Ніколае Чаушеску, Янош Кадар). У фільмі вперше в радянському кіно з'являється образ  Л. І. Брежнєва, зіграний  Євгеном Матвєєвим.

## У ролях
- Михайло Ульянов —   Жуков
- Владлен Давидов —   Рокоссовський
- Яків Трипольський —   Сталін
- Євген Матвєєв —   Брежнєв
- Євген Буренков —   Василевський
- Євген Шальников —   Малиновський
- Віктор Авдюшко —   Конєв
- Микола Рушковський —   Москаленко
- Галікс Колчицький —   Коротченко
- Василь Лановий —   Гречко
- Володимир Самойлов —   Бірюзов
- Іван Любезнов —   Толбухін
- Григорій Михайлов —   Малінін
- Віктор Борцов —  генерал  Орел
- Микола Засухин — Молотов
- Фріц Діц —  Гітлер
- Стефан Гецов —  Георгій Димитров
- Микола Єременко-ст. —  Йосип Броз Тіто
- Борис Бєлов —  Моріс Торез
- Харій Швейц —  епізод
- Любомир Кабакчієв —  Пальміро Тольятті
- Хорст Пройскер —  Вільгельм Пік
- Богуш Пастерек —  Клемент Ґотвальд
- Петро Стефанов —  Тодор Живков
- Ігнаци Гоголевський —  Болеслав Берут
- Іван Містрік —  Густав Гусак
- Станіслав Яськевич —  Франклін Рузвельт
- Кароль Уйлякі —  Янош Кадар
- Міклош Бенедек —  Людвік Свобода
- Валентин Казанський —  Вінстон Черчилль
- Наум Шопов —  цар Борис III
- Лешек Хердеген —  Павел Фіндер
- Тадеуш Шмідт —  Зигмунт Берлінг
- Едвард Лінде-Любашенко —  Едвард Ґерек
- Хорст Гізі —   Геббельс
- Герд Хеннеберг —   Кейтель
- Бруно Оя —  Отто Скорцені
- Богдан Ступка —  капітан Старцев
- Микола Караченцов —  Сашка
- Геннадій Корольков —  лейтенант Морозов
- Степан Олексенко —  старший лейтенант Петро Величко
- Кристина Миколаєвська —  Малгожата Форнальська
- Тадеуш Ломницький —  Болеслав Ковальський
- Гражина Михальська —  Єва, зв'язкова
- Ігор Смяловський —  Владислав Сікорський
- Карой Ковач —  Міклош Горті
- Хайнріх Шрамм —  Ганс Франк
- Харрі Пітч —  Еріх фон дем Бах
- Хорст Шульце —  Геллінгер

## Знімальна група
- Режисер — Юрій Озеров
- Сценаристи — Юрій Озеров, Оскар Курганов, Димитр Методієв, Атанас Семерджиєв, Збігнєв Залуський, Петре Селкудяну, Богуслав Хнеупек
- Оператор — Ігор Слабневич
- Композитор — Юрій Левітін
- Художники — Тетяна Лапшина, Олександр Мягков